# Paul Lawrie
Paul Lawrie (* 1. Januar 1969 in Aberdeen) ist ein schottischer Profigolfer der European Tour. Kurzzeitig weltweite Beachtung erlangte er mit seinem Major Sieg bei der Open Championship 1999.

## Werdegang
Lawrie kam 1992 zur European Tour und spielte die ersten Jahre unauffällig aber gut genug, um sich zu behaupten. Sein erster Turniersieg gelang ihm 1996 in Spanien und in der Saison 1999 schlug seine Stunde. Zuerst der Gewinn der angesehenen Qatar Masters und dann der absolute Höhepunkt seiner Laufbahn in Carnoustie im Juli. Nach einer famosen Schlussrunde konnte sich Lawrie für ein notwendiges Stechen über 4 Loch um die Open Championship qualifizieren und gewann den Claret Jug gegen seine Mitstreiter Jean Van de Velde (Frankreich) und Justin Leonard aus den USA. Vor dem Finaltag hatte Lawrie noch einen Rückstand von 10 Schlägen gehabt, das ist der größte, den ein späterer Majors Sieger jemals aufgeholt hat. Er profitierte hierbei allerdings auch von schweren Fehlern Van de Veldes, denn der Franzose hatte zuvor am letzten Loch einen Vorsprung von drei Schlägen verspielt und erst so das Play-off nötig gemacht.
Danach bekam Lawries Spiel zwar einen Schub, nicht genug jedoch für die absolute Weltklasse. Er versuchte sich erfolglos auf der nordamerikanischen PGA Tour – die er 2004 wieder verlassen musste – und kämpfte dann einige Jahre mit seiner Form, ehe ihm 2011 und 2012 wieder zwei Turniererfolge gelangen, bevor er dann wieder in der Versenkung verschwand.

## European Tour Siege
- 1996: Catalan Open
- 1999: Qatar Masters, The Open Championship
- 2001: Dunhill Links Championship
- 2002: Celtic Manor Resort Wales Open
- 2011: Open de Andalucia
- 2012: Qatar Masters, Johnnie Walker Championship at Gleneagles

## Andere Turniersiege
- 1990: Scottish Assistants Championship
- 1992: UAP Under 25s Championship, Scottish Brewers Championship
- 2002: Aberdeen Asset Management Scottish Match Play Championship
- 2017: Dimension Data Pro-Am (Sunshine Tour)
- 2019: Scottish Senior Open (Staysure Tour)

## Resultate bei Major Championships
| Turnier           | 1992 | 1993 | 1994 | 1995 | 1996 | 1997 | 1998 | 1999 | 2000 | 2001 | 2002 | 2003 | 2004 | 2005 | 2006 | 2007 | 2008 | 2009 |
| ----------------- | ---- | ---- | ---- | ---- | ---- | ---- | ---- | ---- | ---- | ---- | ---- | ---- | ---- | ---- | ---- | ---- | ---- | ---- |
| Masters           | DNP  | DNP  | DNP  | DNP  | DNP  | DNP  | DNP  | DNP  | CUT  | CUT  | CUT  | T15  | T37  | DNP  | DNP  | DNP  | DNP  | DNP  |
| US Open           | DNP  | DNP  | DNP  | DNP  | DNP  | DNP  | DNP  | DNP  | DNP  | CUT  | T30  | CUT  | CUT  | DNP  | DNP  | DNP  | DNP  | DNP  |
| Open Championship | T22  | T6   | T24  | T58  | CUT  | DNP  | CUT  | 1    | CUT  | T42  | T59  | CUT  | CUT  | T52  | CUT  | CUT  | CUT  | T47  |
| PGA Championship  | DNP  | DNP  | DNP  | DNP  | DNP  | DNP  | DNP  | T34  | T72  | CUT  | CUT  | DNP  | DNP  | DNP  | DNP  | DNP  | DNP  | DNP  |

| Turnier           | 2010 | 2011 | 2012 | 2013 | 2014 | 2015 | 2016 | 2017 | 2018 | 2019 |
| ----------------- | ---- | ---- | ---- | ---- | ---- | ---- | ---- | ---- | ---- | ---- |
| Masters           | DNP  | DNP  | T24  | T38  | DNP  | DNP  | DNP  | DNP  | DNP  | DNP  |
| US Open           | DNP  | DNP  | DNP  | T32  | DNP  | DNP  | DNP  | DNP  | DNP  | DNP  |
| Open Championship | CUT  | T66  | T34  | T26  | CUT  | T40  | T63  | CUT  | DNP  | CUT  |
| PGA Championship  | DNP  | DNP  | T48  | CUT  | DNP  | DNP  | DNP  | DNP  | DNP  | DNP  |

DNP = nicht teilgenommen

CUT = Cut nicht geschafft

„T“ geteilte Platzierung

Grüner Hintergrund für Siege

Gelber Hintergrund für Top 10

## Teilnahmen an Teamwettbewerben
- Ryder Cup: 1999, 2012 (Sieger)
- Seve Trophy: 2000, 2002 (Sieger), 2003 (Sieger), 2013
- World Cup: 1996, 2000, 2002, 2003
- Alfred Dunhill Cup: 1999
- Royal Trophy (für Europa): 2009, 2013 (Sieger)